# Anne-César de La Luzerne
Anne-César, kawaler (Chevalier) de La Luzerne (ur. 15 lipca 1741 w Paryżu, zm.14 września 1791 w Londynie) – francuski dyplomata i wojskowy.
Wielu przedstawicieli jego rodziny służyło jako urzędnicy królewscy. Początkowo adiutant (Aide de camp) marszałka de Broglie. Anne-César wstąpił do armii wyróżnił się jako oficer podczas wojny siedmioletniej. W roku 1762 osiągnął stopień generała-majora.

## Bawaria
Od 15 stycznia 1777 do 15 lipca 1778 był francuskim ambasadorem na dworze bawarskim w Monachium. Wolfgang Amadeus Mozart wspomina o nim w liście z 2 października 1777 roku.

## Stany Zjednoczone
W latach 1779–1787 sprawował urząd ambasadora Francji w USA, (przybył tam razem z markizem de La Fayette zastępując Conrada-Alexandra Gérarda – pierwszego ambasadora Paryża do tego kraju.
Jego siedzibą było najważniejsze wówczas miasto amerykańskie Filadelfia. Często dawał wyraz swej sympatii dla Amerykanów. W 1780 La Luzerne został poproszony o przysłanie okrętów francuskiej marynarki wojennej na pomoc rewolucjonistom. Uczyniwszy to zapewnił przychylne stanowisko Madrytu wobec Amerykanów i ich rewolucyjnego ustawodawstwa. Także w 1780 pożyczył z własnych funduszy dużą sumę na zakup żywności dla oddziałów armii kolonialnej. W zamian Kongres USA obiecał mu w 1782 roku, że nie zawrze osobnego pokoju z Brytyjczykami, zanim ci nie zawiera pokoju z Francją. Wielokrotnie wspomniany w Benjamin Franklin's Papers. Wspierał Rewolucję Amerykańską i należał do Society of the Cincinnati. Hrabstwo Luzerne w Pensylwanii jest nazwane na jego cześć. Był bardzo ceniony przez kolonistów. W 1789 roku prezydent George Washington polecił, by sekretarz stanu Thomas Jefferson wysłał doń specjalny list z oficjalnymi podziękowaniami za pomoc sprawie amerykańskiej rewolucji.

## Powrót
W roku 1783 powrócił do Europy. W 1788 został ambasadorem w Wielkiej Brytanii. Zmarł   1791 roku podczas pełnienia tej funkcji.
Chrétien-Guillaume de Lamoignon de Malesherbes był jego wujem. Jego krewnymi byli też: minister floty César Henri, hrabia de La Luzerne i César Guillaume de la Luzerne.